# Contrat première embauche
Pour les articles homonymes, voir CPE.
En France, le contrat première embauche (CPE) était un type de contrat de travail à durée indéterminée, à destination des moins de 26 ans prévu par l'article 8 de la loi appelée « pour l'égalité des chances », qui n'a finalement pas vu le jour, en raison de la très large mobilisation nationale du mouvement contre le contrat première embauche de 2006.
La vive opposition au projet a fait reculer le pouvoir exécutif. Si la loi mettant en place le CPE a été publiée au journal officiel le 2 avril 2006, avec la promesse de Jacques Chirac que des modifications seraient effectuées, un projet de loi présenté par le Premier ministre du 10 avril 2006 a proposé de le retirer et de le remplacer par un dispositif visant à favoriser l'insertion professionnelle des jeunes en difficulté.
L'article 8 de la loi 2006-396 du 31 mars 2006 a été abrogé par la loi no 2006-457 du 21 avril 2006 sur l'accès des jeunes à la vie active en entreprise. Le reste de la loi pour l'égalité des chances a été conservé.
Contrairement à ce que son nom indique, un salarié aurait pu être sous le régime de ce contrat, sans qu'il s'agisse pour autant de son premier emploi. À l'instar du CNE (contrat nouvelle embauche), ce contrat était assorti d'une « période de consolidation » de deux ans durant laquelle l'employeur pouvait rompre le contrat de travail sans en donner le motif, succédant à une période d'essai équivalente à celle du CDI. Comme pour le CNE, si le salarié rompt le contrat durant la « période de consolidation », il est considéré comme démissionnaire et n'a pas droit au chômage.
Le Premier ministre français Dominique de Villepin, qui a annoncé sa création le 16 janvier 2006, estimait grâce à ce nouveau contrat pouvoir inciter à l'embauche des jeunes, dont le taux de chômage en 2006 (23 % pour les jeunes actifs) était supérieur au taux moyen de la population active (environ 9 %).
Ce texte a suscité une vive opposition parmi un nombre important d'étudiants et de lycéens, suivi par les syndicats de salariés, puis par les partis politiques de gauche, estimant que le contrat aurait facilité les licenciements abusifs et la précarité. Des divisions étaient également apparues parmi les organisations de droite et dans le patronat.

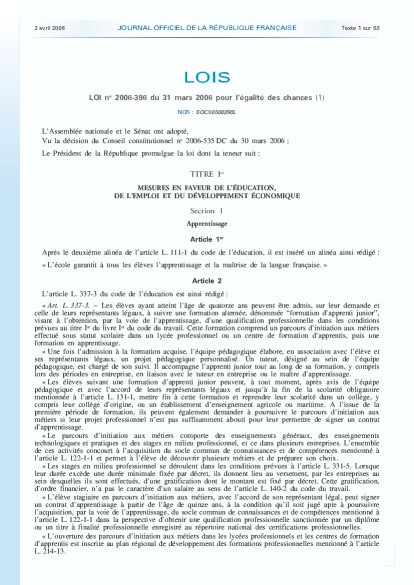
Première page de la loi pour l'égalité des chances.

## Précédents
En 1994, sous le gouvernement d'Édouard Balladur, un projet de loi, le CIP (Contrat d'insertion professionnelle ou « SMIC Jeunes ») avait suscité de vives critiques de la part du mouvement étudiant et de la jeunesse, entraînant son retrait final.
En août 2005, le contrat nouvelle embauche (CNE) a été adopté par ordonnance par le gouvernement Dominique de Villepin. Les syndicats et l'opposition ont critiqué le fond de la mesure ainsi que sa forme. En effet, la mesure a été passée par ordonnance (sans débat à l'assemblée), en août, un mois durant lequel les mouvements de grèves sont difficiles à mettre en place. Il a fait l'objet d'un recours devant le Conseil d'État, qui l'a validé. Les manifestations du 4 octobre 2005 demandaient, entre autres revendications, le retrait du CNE.

## Fonctionnement du contrat première embauche
Le CPE était réservé aux salariés de moins de 26 ans et concernait uniquement les entreprises du secteur privé de plus de vingt salariés (excepté celles de travail à domicile), à l'inverse du CNE qui lui concernait tous les salariés. De plus, comme pour tout contrat à durée indéterminée (CDI) proposé aux salariés de moins de 26 ans au chômage depuis plus de six mois, le CPE s'accompagnait d'exonération de cotisations patronales pendant une durée de trois ans. Une « période de consolidation » aurait également donné la possibilité à l'employeur de rompre le contrat de travail (licenciement) sans avoir à en énoncer le motif, à l'instar de la période d'essai en CDI ; cette modalité a été la plus critiquée par les syndicats et les mouvements étudiants, considérant qu'elle aurait pu faciliter les licenciements abusifs.
Les stages, CDD et périodes en alternance effectués par le salarié dans la société au cours des deux années précédant la signature du CPE auraient été décomptés des deux années de « consolidation » du CPE, qui aurait pu être contracté après un CDD. Enfin, le contrat devait être porté par écrit, entraînant dans le cas contraire sa requalification en CDI, seul contrat de travail français pouvant être établi oralement.

### Rupture du contrat

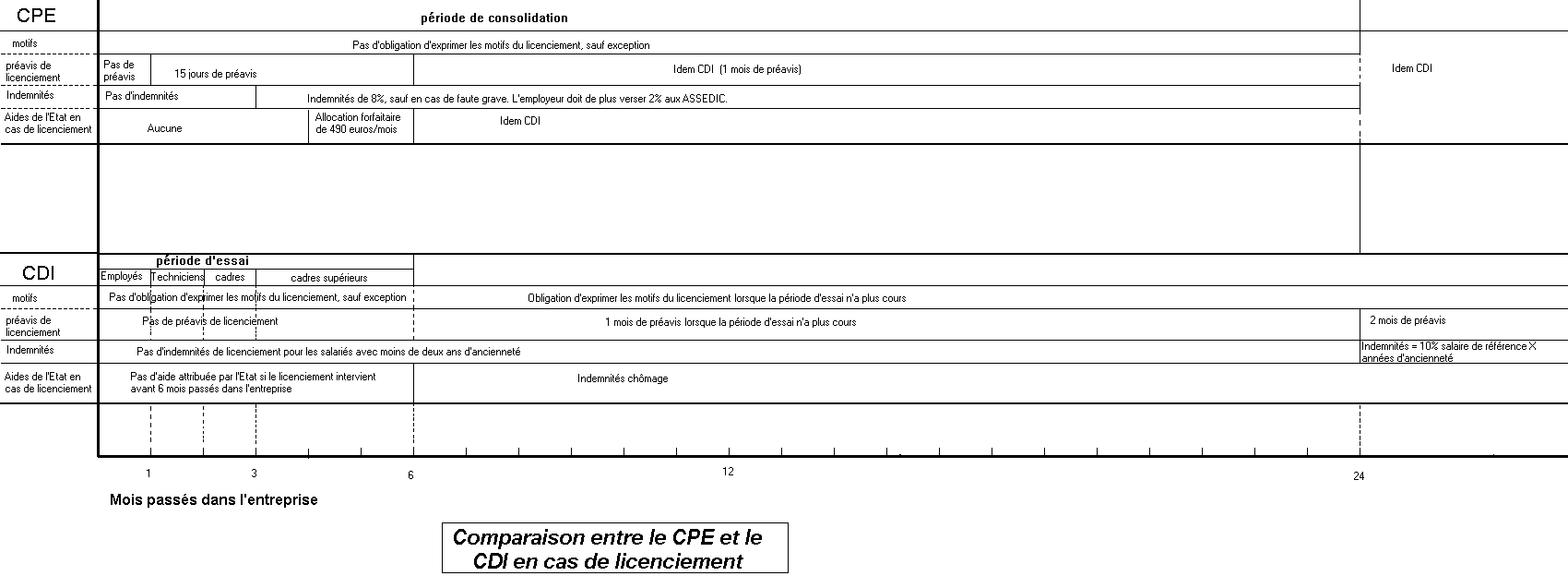
Comparaison entre le CPE et le CDI en cas de licenciement

#### Pendant la période d'essai
Comme tout contrat de travail, une période d'essai était possible dans le cadre d'un CPE (à distinguer de la « période de consolidation » qui permet une rupture de contrat sans en exprimer les motifs pendant deux ans).
Toutefois, une telle période d'essai dans le cadre d'un CPE présentait peu d'intérêt. En effet, la période de consolidation de deux ans présente les mêmes modalités que la période d'essai, sauf bien sûr en ce qui concerne sa plus grande durée et la question du préavis. La jurisprudence de la Cour de cassation considère, dans le cadre d'un CDI standard, que les périodes d'essai de plus de quelques jours (pour les ouvriers), de deux mois (pour les techniciens), d'un mois (pour les employés), de trois mois (pour les cadres) ou de six mois (pour les cadres supérieurs) sont « abusives » et contraires aux conventions internationales.
Selon le principe de l'ordre public social, en cas d'interférence entre la période d'essai et la période de consolidation, ce sont les textes les plus favorables au salarié qui se seraient appliqués. Une période d'essai présente deux caractéristiques : pas d'obligation de donner de motifs de licenciement pendant cette période, et pas de préavis. Or, la période de consolidation prévue dans un CPE prévoyait 15 jours de préavis à partir d'un mois passé dans l'entreprise, comme également l'absence d'obligation de donner les motifs du licenciement pendant une période de deux ans. Pendant le premier mois, la période de consolidation présentait donc exactement les mêmes modalités qu'une période d'essai d'un mois: pas de préavis, pas de motifs. Il était donc, d'une part, inutile pour l'employeur de prévoir une période d'essai de cette durée. D'autre part, au-delà d'un mois, la période de consolidation prévoyait des modalités qui « annulent » celle de la période d'essai, car elles sont plus protectrices du salarié : à partir d'un mois, l'employeur était tenu de fournir un préavis de 15 jours, malgré l'existence de la période d'essai qui prévoit en théorie l'absence de préavis.
Cependant, une période d'essai en CDI varie selon la profession exercée, et n'excède généralement pas 6 mois : au-delà de 6 mois en CDI, l'employeur est, quelle que soit la profession du salarié, tenu de fournir des motifs de licenciement, tandis qu'après six mois en CPE, l'employeur pouvait toujours licencier sans donner de motif. Cela signifie que comparé à une période d'essai en CDI, le CPE était moins protecteur du salarié ; mais par rapport à un emploi en CDI où la période d'essai viendrait de se terminer, le CPE présentait des inconvénients pour le salarié (possibilité pour l'employeur de licencier sans motif, période de préavis réduite à 15 jours au lieu d'un mois si la période d'essai était inférieure à six mois).

#### Pendant la «période de consolidation»

##### Durée de la période de consolidation
La période de consolidation durait deux ans ; de celle-ci est soustrait le temps passé dans l'entreprise dans le cadre de stages ou de contrats antérieurs.
La rupture du contrat peut être fixée par un préavis :
- aucun préavis si le contrat est conclu depuis moins d'un mois ;
- quinze jours dans le cas d'un contrat conclu depuis moins de six mois et depuis plus d'un mois à la date de la rupture ;
- un mois dans le cadre d'un contrat conclu depuis plus de six mois (Loi art.8 II alinéa 6).

Ces préavis étaient les mêmes que ceux d'un CDI de moins de deux ans.

##### Indemnités à verser
De plus, lorsque l'employeur est à l'origine de la rupture et si la rupture intervenait après trois mois passés dans l'entreprise, le salarié bénéficiait d'une indemnité de rupture de 8 % (du montant total de sa rémunération brute due depuis la conclusion du contrat) sauf faute grave de sa part. En revanche, en cas de rupture dans les trois premiers mois, aucune indemnité n'était prévue. Par ailleurs, l'employeur versait aux Assedics un montant égal à 2 % de la rémunération brute due au salarié depuis le début du contrat.
Pour un CDI, ces indemnités ne sont dues qu'aux salariés ayant plus de deux ans d'ancienneté.
Si l'employeur rompait le contrat après quatre mois passés dans l'entreprise, le titulaire d'un CPE touchait de l'État une allocation forfaitaire de 490 € par mois, pendant deux mois. Cette aide n'existe pas dans le cadre d'un CDI.

##### Motifs de licenciements
En cas de rupture à l'initiative de l'employeur pendant les deux premières années, ce dernier n'était pas obligé de fournir son motif de licenciement. Néanmoins, une décision du Conseil d'État concernant le CNE précise que cela ne dispense pas l'employeur de détenir un motif légitime, à expliquer si le salarié conteste son licenciement devant les conseils de prud'hommes. Le salarié licencié a un an pour contester un tel licenciement. Contrairement à un CDI (après période d'essai), c'est le salarié et non pas l'employeur qui aurait dû prouver qu'il avait été licencié pour un motif abusif. La charge de la preuve était donc renversée : ce n'était plus l'employeur qui devait justifier son licenciement mais le salarié licencié qui devait prouver un licenciement arbitraire.
Concrètement, lors d'une contestation de licenciement pour un CDI classique (hors période d'essai), le salarié doit accomplir la procédure prud'homale classique. Il doit déposer des chefs de demande, mais sans avoir à apporter de preuves : c'est l'employeur qui doit apporter la preuve au cours de l'audience que le licenciement s'est bien fait pour la cause réelle et sérieuse indiquée dans la lettre de licenciement. Avec le CPE, si le licenciement intervenait pendant les deux ans de période de consolidation, le salarié devait préalablement apporter la preuve que le licenciement avait été fait pour un motif illégal dissimulé (puisque l'employeur n'avait pas à indiquer les motifs du licenciement dans la lettre) pour que la démarche puisse aboutir ; l'employeur pouvait ensuite se défendre en apportant éventuellement les preuves que le licenciement avait une cause réelle et sérieuse.
La période d'essai d'un CDI est déjà soumise à ces règles, ce qui a fait dire aux détracteurs du texte que « le CPE a une période d'essai de deux ans » et à le comparer aux contrats de travail existants avant 1973 (où l'employeur n'était pas tenu d'exprimer ses motifs).
Lorsque l'employeur était à l'initiative de la rupture, le salarié disposait d'un an pour contester son licenciement. Si l'employeur n'indiquait pas cette période dans la lettre de licenciement, le délai était alors reporté à trente ans, comme pour un CDI.
En cas de licenciement pour motif disciplinaire (pour faute grave), l'employeur avait l'obligation de mettre en œuvre la procédure de licenciement d'un CDI.

#### Après la «période de consolidation»
Lorsque la « période de consolidation » s'achevait, les mêmes conditions de rupture de contrat qu'un CDI de plus de deux ans classique s'appliquaient.
Un licenciement s'accompagne alors :
- d'une procédure de licenciement identique à celle d'un CDI (préavis de deux mois, entretien préalable au licenciement…) ;
- d'une indemnité égale à 1/10e du salaire de référence par année d'ancienneté pour le salarié présent depuis plus de deux ans dans l'entreprise. Pour le salarié présent depuis plus de dix ans, il convient d'ajouter à cette indemnité 1/15e du salaire de référence pour chaque année au-delà des 10 ans. Les indemnités sont dans tous les cas doublées en cas de licenciement économique.

Si le salarié en CPE souhaitait contester les motifs de son licenciement aux Conseil des Prud'hommes, la démarche était identique à celle pour un CDI (hors période d'essai), mais c'était maintenant à l'ancien employeur de prouver le caractère réel et sérieux des motifs de licenciement.
En cas de doute, les juges auraient tranché en faveur du salarié.

#### Réembauche en CPE
Si l'employeur rompait le contrat dans les deux premières années, le salarié ne pouvait se voir proposer un nouveau CPE pour le même poste (entre la même entreprise et le même salarié) qu'après un délai de trois mois. Le temps de travail du premier CPE effectué au cours des deux dernières années était déduit de la « période de consolidation » du nouveau contrat (entre la même entreprise et le même salarié). Par exemple, si un CPE était rompu au bout de dix-huit mois, et qu'un nouveau était signé après trois mois (entre la même entreprise et le même salarié), les dix-huit mois du premier contrat étaient déduits de la période de « consolidation » du nouveau CPE.
- Texte original :

« En cas de rupture du contrat, à l'initiative de l'employeur, au cours des deux premières années, il ne peut être conclu de nouveau CPE entre le même employeur et le même salarié avant que ne soit écoulé un délai de trois mois à compter du jour de la rupture du précédent contrat. »
Ce paragraphe, mis en relation avec celui énoncé en début d'article 8 de la loi pour l'égalité des chances, concernant la déduction de la période de consolidation du temps passé dans l'entreprise au maximum deux ans avant la signature du contrat nouvelle embauche, fait que le temps passé lors du premier CPE était déduit de la période de consolidation du second CPE.
Il n'y avait en revanche aucun délai entre la signature d'un nouveau CPE entre un employé ayant déjà bénéficié d'un CPE et une nouvelle entreprise. Le salarié engagé dans la nouvelle entreprise avec un CPE ne pouvait se prévaloir d'une période de consolidation effectuée dans une autre entreprise dans le cadre d'un CPE.

### Droit individuel à la formation (DIF)
Le salarié recruté en CPE acquérait un droit individuel à la formation de 20 heures par an dès le deuxième mois passé dans l'entreprise. L'ouverture des droits se faisait prorata temporis. Par exemple, au bout de six mois, l'employé en CPE avait droit à 10 heures de DIF. En CDI, le DIF n'est ouvert qu'au bout de la première année et en CDD, le DIF est calculé prorata temporis.

### Accès au logement
Les salariés en CPE devaient être éligibles au Loca-pass (comme toutes les personnes de moins de 30 ans, excepté les fonctionnaires titularisés) qui consiste principalement en l'avance de la caution et une caution solidaire de l'État sur le versement des loyers pendant dix-huit mois. Néanmoins, il était soumis aux mêmes conditions que le CNE au regard des critères d'attribution de crédits ou de logements par les organismes concernés. Cependant, une banque aurait accordé un crédit maximum de 2 000 €, constitué du crédit de la caution plus un crédit à la consommation, comme pour l'achat d'une voiture.
Dominique de Villepin et Baudouin Prot (BNP Paribas), président de la Fédération des banques, assuraient que le CPE permettait l'accès au crédit. Cependant, aucun engagement écrit n'a été contracté, et les banques et organismes de crédits n'avaient pas besoin de motiver leurs refus (comme pour tout crédit), d'où les craintes des opposants au CPE de voir l'accès au crédit pour les titulaires d'un tel contrat plus difficile.

## La loi

### Vote de la loi
L'amendement portant le CPE fut inséré dans le projet de loi pour l'égalité des chances et fut adopté par l'Assemblée nationale dans la nuit du 8 au 9 février 2006. Il restait alors à examiner 27 articles et quelque 370 amendements du projet de loi dont la majorité était déposée par les partis d'opposition. Dominique de Villepin engagea la responsabilité du gouvernement sur l'ensemble du texte de loi, conformément à l'article 49-3 de la Constitution, ce qui fut dénoncé comme un « passage en force » par l'opposition.

### Contrôle de constitutionnalité
La loi votée a fait l'objet d'une saisie du Conseil constitutionnel par le parti socialiste et le parti radical de gauche. Celle-ci s'appuie sur quatre moyens essentiels : 
- le projet, introduit par amendement, n'aurait pas respecté les prescriptions de l'article 39 de la Constitution qui exigent que le Conseil d'État soit consulté avant le dépôt de tout projet de loi ;
- en toute hypothèse le projet excéderait, par son importance, les « limites inhérentes au droit d'amendement » ;
- la loi méconnaîtrait le principe d'égalité en introduisant une discrimination fondée sur l'âge des personnes susceptibles d'être employées sous le régime du CPE ;
- la loi méconnaîtrait les principes fondamentaux du droit des contrats en ne précisant pas les motifs du licenciement.

Le 30 mars, le Conseil constitutionnel a déclaré la loi pour l'égalité des chances, dont l'article 8 porte création du Contrat première embauche, conforme à la constitution, à l'exception des articles 21 et 22.
Il a toutefois donné des précisions sur la manière dont le contentieux de la rupture se devait d'être examiné devant les juridictions, précisant notamment « qu'il appartiendra à l'employeur, en cas de recours, d'indiquer les motifs de cette rupture afin de permettre au juge de vérifier qu'ils sont licites et de sanctionner un éventuel abus de droit », et « qu'il appartiendra […] au juge de vérifier que le motif de la rupture n'est pas discriminatoire et qu'il ne porte pas atteinte à la protection prévue par le code du travail pour les femmes enceintes, les accidentés du travail et les salariés protégés ». L'employeur, s'il n'a pas l'obligation de donner le motif de licenciement au salarié, a donc celle de le fournir au tribunal.

### Allocution télévisée du président Jacques Chirac
Le 31 mars 2006, lors d'une allocution télévisée de 9 minutes, suivie par 20,6 millions de personnes et effectuée en direct du Palais de l'Élysée, le président de la République Jacques Chirac déclare qu'il va promulguer la loi sur l'égalité des chances, dont les dispositions relatives au CPE. Toutefois, il annonce qu'il demandera au gouvernement qu'il soit rapidement proposé au Parlement une seconde loi modificative ramenant le délai de la période de consolidation de deux ans à un an, ainsi que le droit pour le salarié de connaître les raisons de son licenciement. Le président souhaite donc que la loi votée et promulguée ne soit pas appliquée puisqu'il « demande au gouvernement de prendre toutes les dispositions nécessaires pour qu'en pratique, aucun contrat ne puisse être signé sans intégrer pleinement l'ensemble de ces modifications ». Ainsi, le ministère de la Cohésion sociale a indiqué qu'il recommanderait par voie écrite aux entreprises de ne pas signer de CPE et qu'il n'y aurait pas de publication d'un arrêté précisant le contrat-type. Il reste toutefois possible d'en écrire un sur papier blanc, mais des recommandations ont été envoyées aux responsables de branches pour que le patronat n'aille pas dans ce sens.
Pour Patrick Buisson, l'épisode est caractéristique de la « capitulation permanente » de Jacques Chirac face aux manifestations provoquant une situation inédite dans un état de droit où une loi votée par la représentation nationale est promulguée tout en s'interdisant de l'appliquer.

## Analyse de la situation

### Parallèle avec le CNE (Contrat nouvelle embauche)
Selon une étude économétrique publiée par Pierre Cahuc et Stéphane Carcillo, membres du Conseil d'analyse économique de l'Université de Paris I Panthéon-Sorbonne, le Contrat nouvelle embauche aurait pu entraîner la création de 70 000 emplois supplémentaires à l'horizon de dix ans tout en augmentant l'instabilité du travail et « une légère détérioration des conditions de vie des demandeurs d'emplois, équivalente à une diminution de 0,47 % du revenu ».

## Réactions

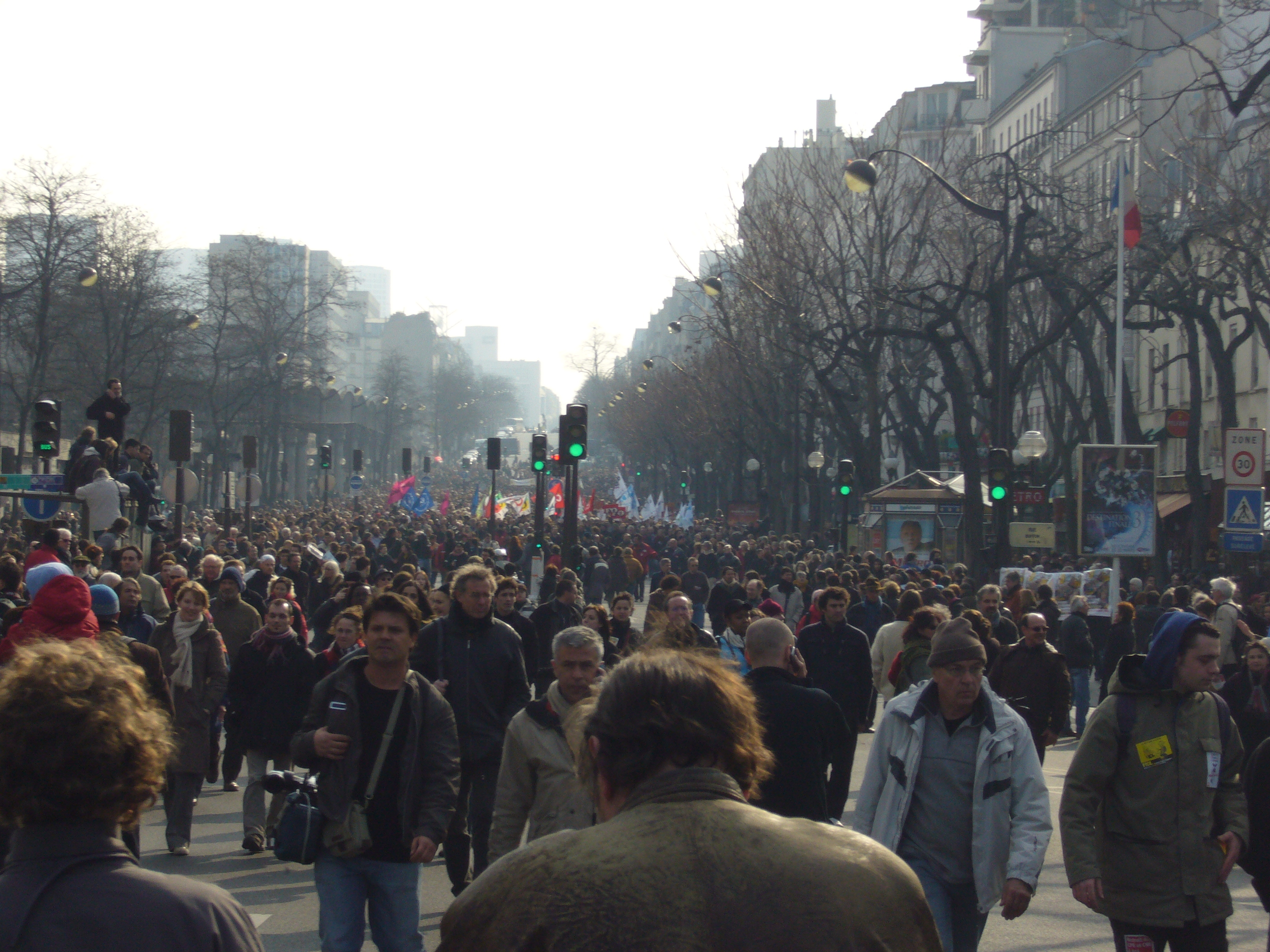
Manifestation anti-CPE à Paris.

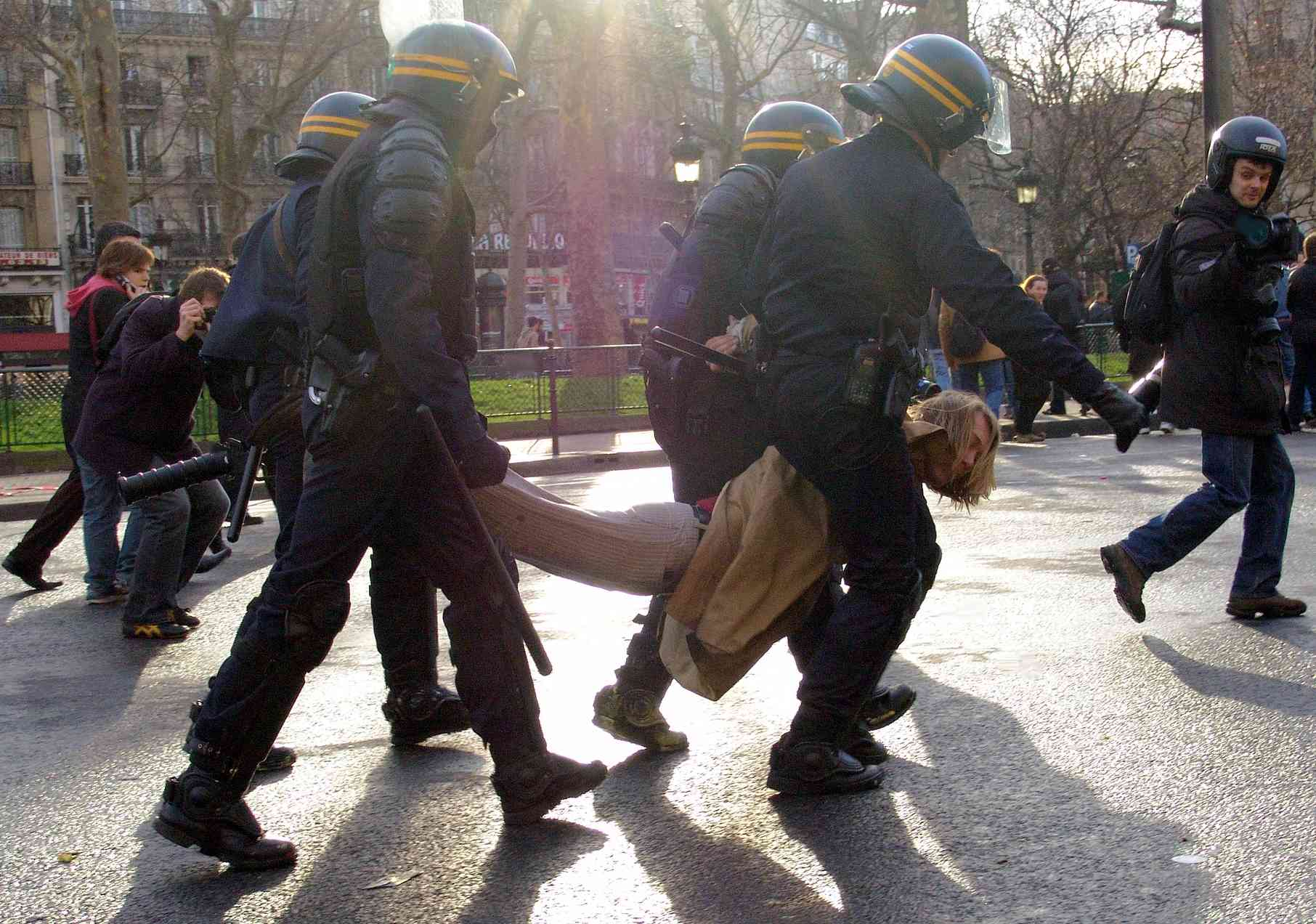
Un étudiant emporté par les CRS, Place de la République, mars 2006.

L'adoption de cette loi par le parlement a été suivie d'un conflit majeur entre les syndicats et le gouvernement, ainsi que de nombreuses manifestations d'étudiants et lycéens, ensuite soutenus par des salariés, des partis politiques, et la plupart des syndicats.